# 拉朗泰讷和莱萨尔蒙
拉朗泰讷和莱萨尔蒙（法語：La Lanterne-et-les-Armonts，法語發音：[la lɑ̃tɛʁn e le.z‿aʁmɔ̃]）是法国上索恩省的一个市镇，属于吕尔区。

## 地理
拉朗泰讷和莱萨尔蒙（47°47'37"N, 6°31'36"E）面积9.89 平方千米，位于法国勃艮第-弗朗什-孔泰大區上索恩省，该省份为法国东部内陆省份，北起顺时针与孚日省、贝尔福地区省、杜省、汝拉省、科多尔省和上马恩省接壤。
与拉朗泰讷和莱萨尔蒙接壤的市镇（或旧市镇、城区）包括：拉瓦夫尔、贝尔蒙、埃克罗马尼、朗特诺、梅利塞。

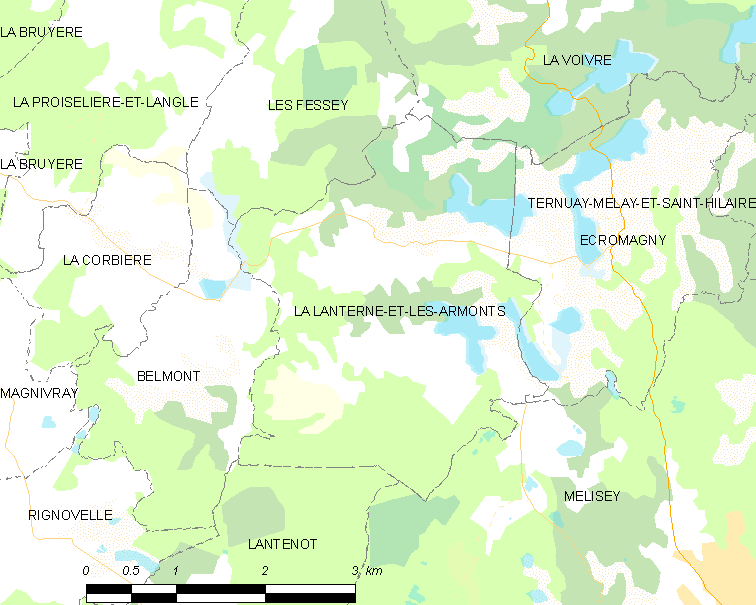
拉朗泰讷和莱萨尔蒙的OSM定位图

拉朗泰讷和莱萨尔蒙的时区为UTC+01:00、UTC+02:00（夏令时）。

## 行政
拉朗泰讷和莱萨尔蒙的邮政编码为70270，INSEE市镇编码为70295。

## 政治
拉朗泰讷和莱萨尔蒙所属的省级选区为梅利塞县。

## 人口

1962-2008年间拉朗泰讷和莱萨尔蒙人口变化图示

拉朗泰讷和莱萨尔蒙于2022年1月1日时的人口数量为196人。